# Itschenpitte
Die Itschenpitte ist ein kanalisierter Wasserlauf im Magdeburger Stadtteil Fermersleben.
Der kleine Wasserlauf befindet sich östlich der Ortslage von Fermersleben. Das Geländeniveau des Orts liegt deutlich oberhalb der etwas weiter östlich verlaufenden Elbe. Die Itschenpitte schneidet tief in das umgebende, in Richtung Elbe abfallende Gelände ein. Der Bach fließt in nördliche und dann nordöstliche Richtung und mündet nach etwa 200 Metern in die Sülze.
Der Namensbestandteil Itsche ist ein regionaler mundartlicher Ausdruck für „Frosch“ und könnte so ein Hinweis auf ein ursprünglich verstärktes Auftreten von Fröschen im Umfeld des Wasserlaufs sein.
Die Itschenpitte wurde Mitte der 1920er Jahre im Zuge der Anlage einer Kanalisation gesäubert und ausgebaut. Der Ausbau der Kanalisation durch die Stadt Magdeburg erfolgte im Rahmen der Erfüllung von Zusagen aus der Eingemeindung Fermerslebens im Jahr 1910.